# Claudio Romo
Claudio Romo (nombre completo Claudio Andrés Salvador Francisco Romo Torres; Talcahuano, 31 de diciembre de 1968) es un ilustrador chileno.

## Biografía
Claudio Romo se gradúa en educación mención artes plásticas en la Universidad de Concepción, Chile (1988–1993). En 2001 se acerca al mundo del grabado, con una pasantía en el taller de grabado Grafikwerkstatt Dresden patrocinado por el Ministerio de Arte y Ciencia del Estado de Sajonia.
De 2002 a 2004 cursa una maestría en Artes Visuales Mención Grabado en la Academia de San Carlos, Escuela Nacional de Artes Plásticas, UNAM México.
En sus libros, Claudio Romo crea mundos imaginarios y creaturas fantásticas a partir de un amplio espectro de referencias a la literatura, a los mitos y a las leyendas. Hoy es también profesor de gráfica y dibujo a la Universidad de Concepción, Chile.

## Premios y reconocimientos
- 1996: Ganador del Concurso Nacional de Arte Joven, Universidad de Valparaíso, Chile con la obra Los sueños de Santos Chavez
- 2008: Premio Amster-Coré por el dibujo y la ilustración editorial del Consejo Nacional para la Cultura y las Artes de México con el libro El álbum de la flora imprudente, LOM Ediciones
- 2009: Premio Amster-Coré por el dibujo y la ilustración editorial del Consejo Nacional para la Cultura y las Artes de México con el libro Fragmentos de una biblioteca transparente, LOM Ediciones
- 2014: Premio Municipal de Arte, Municipalidad de Concepción[2]
- 2015: Premio Municipal de Arte, Municipalidad de Talcahuano

## Exposiciones personales  (selección)
- 2005: Láminas de anatomía apócrifa – exposición personal, Pinacoteca de la Universidad de Concepción y Museo Internacional de la Gráfica, Concepción y Chillán, Chile
- 2009: Informe Tunguska – exposición de láminas originales, Centro Cultural de España, Santiago, Chile
- 2009: Informe Tunguska – exposición de láminas originales, Pinacoteca de la Universidad de Concepción, Concepción, Chile
- 2011: Fragmentos de una biblioteca transparente – exposición de láminas originales, Galería Concreta Matucana 100, Santiago, Chile[3]
- 2011: Serias de grabados – Pabellón 83, Lota, Chile[4]
- 2012: Monstruos Mexicanos – exposición de láminas originales, Feria Internacional del Libro de Guadalajara, México
- 2015: Viajes por el jardín espectral – Biblioteca Viva, Concepción, Chile[5]
- 2016: Viaggio nel fantasmagorico giardino di Apparitio Albinus. Exposición al aire libre por #logosedizioni & CHEAP – via dell’Abbadia, Bolonia[6]
- 2018: Tábula Esmeraldina – exposición de láminas originales, Sala David Stitchkin, Galería Universitaria, Concepción, Chile[7]
- 2019: Fragmentos de una biblioteca transparente – exposición de láminas originales, Salón Ricardo Donoso, Archivo Nacional, Santiago, Chile[8]
- 2023: Comprendere lo spirito di un golem. Exposición al aire libre por #logosedizioni & CHEAP, Bolonia, Italia[9]

## Exposiciones colectivas  (selección)
- 2001: Chilenische Grafik – exposición colectiva de grabadores chilenos, Galería del Ministerio de Ciencia y Artes de Sajonia, Dresde, Alemania
- 2001: Participa, con cuatro litografías, en la colección del  Kupferstich-Kabinett, Staatliche Kunstsammlungen, Dresde, Alemania
- 2002: Exposición colectiva de artistas chilenos, Casa de Gobierno del estado de Tlaxcala, México
- 2005: Le immagini della fantasia. XXIII Mostra internazionale di illustrazione per l’infanzia – Casa della fantasia, Sarmede, Italia
- 2007: Yo es un Otro – Pinacoteca de la Universidad de Concepción, Chile
- 2008: Immanencias. Sesgos místicos en el arte contemporáneo – exposición colectiva, Sala de Extensión de la Pontificia Universidad Católica de Chile, Santiago, Chile
- 2012: Los Otros – exposición colectiva, Galería Plop, Santiago, Chile[10]
- 2014: Lota 1960 – Galería Plop, Santiago, Chile[11]

## Obras
- 2004, El cuento de los contadores de cuentos (textos de Nacer Khemir), Fondo de cultura económica, México
- 2004, Por qué las bailarinas bailan en punta de pies (textos de Manuel Peña Muñoz), Norma ediciones, Chile
- 2007, El álbum de la flora imprudente: por Lázaro de Sahagún, descubridor y estudioso de la vida vegetal, LOM ediciones, Chile
- 2007, Bestiario, animales reales y fantásticos (textos de Juan Nicolás Padrón), LOM ediciones, Chile
- 2008, Fragmentos de una biblioteca transparente (textos de Alexis Figueroa), LOM ediciones, Chile
- 2008, Informe Tunguska (textos de Alexis Figueroa), LOM ediciones, Chile
- 2008, Los niños de la Cruz del Sur (textos de Manuel Peña Muñoz), ZIGZAG ediciones, Chile
- 2012, Monstruos Mexicanos (textos de Carmen Leñero), Conaculta, México
- 2016, Crónica de los hechos portentosos, Pehuen-Erdosain, Chile
- 2016, Viaggio nel fantasmagorico giardino di Apparitio Albinus (traducido por Federico Taibi), #logosedizioni, Italia
- 2016, A Journey in the Phantasmagorical Garden of Apparitio Albinus (traducido por David Haughton), #logosedizioni, Italia
- 2016, Nueva Carne (introducción de Ivan Cenzi, traducción al inglés de David Haughton), #logosedizioni, Italia
- 2017, Il libro della Flora imprudente (traducido por Federico Taibi), #logosedizioni, Italia
- 2017, The Book of Imprudent Flora (traducido por David Haughton), #logosedizioni, Italia
- 2017, El libro de la Flora imprudente, #logosedizioni, Italia
- 2017, La coronación de las plantas (textos de Diego S. Lombardi), Jekyll & Jill, España
- 2017, Tavola smeraldina (traducido por Federico Taibi), #logosedizioni, Italia
- 2017, Tábula esmeraldina, #logosedizioni, Italia
- 2018, Fragmentos de una biblioteca transparente (textos de Alexis Figueroa), Erdosain, Chile
- 2018, Bestiario Mexicano (traducido por Federico Taibi), #logosedizioni, Italia
- 2019, Cronache dei mondi sotterranei (traducido por Federico Taibi), #logosedizioni, Italia
- 2021, Herbolaria memorabile (textos de Alexis Figueroa, traducido por Federico Taibi), #logosedizioni, Italia
- 2023, Los procesos contra las brujas (textos de Walter Benjamin), Akal, España
- 2023, Comprendere lo spirito di un golem. Guida pratica e aneddotica, (textos de Alexis Figueroa, traducido por Federico Taibi), #logosedizioni, Italia

## Serias de obras gráficas
- 1993-1996, Serie El Golem, portfolio de 20 litografías y grabados en metal
- 1995-1998, Serie El niño que enloqueció de amor, portfolio de 15 litografías y grabados en metal
- 1998-1999, Crónica de los hechos portentosos, 5 libros con serie de 16 xilografías[12]
- 2000-2001, Murga de la diablería, 10 libros de gran formato con serie de 13 xilografías, financiado por el Fondo Nacional de Desarrollo Cultural y las Artes, Ministerio de Educación, Chile
- 2001-2004, Láminas de antropofagia mexicana, serie de 15 libros con 9 aguafuertes y litografías, Laboratorio Blackstone, Ciudad de México
- 2001-2004, Páginas de anatomía apócrifa, serie de litografías y aguafuertes